# Gold (album Róż Europy)
Gold – kompilacyjny album zespołu Róże Europy, wydany w 1999 roku nakładem Koch International.

## Lista utworów
Źródło:.
1. „Rockendrollowcy (młode koty noszą wykrochmalone kołnierzyki)” (muz. Adam Swędera, sł. Piotr Klatt) – 3:08
2. „List do Gertrudy Burgund” (muz. Artur Orzech, sł. Piotr Klatt) – 5:56
3. „Stańcie przed lustrami” (muz. Artur Orzech, sł. Piotr Klatt) – 5:23
4. „Przyjedziesz metrem” (muz. Michał Grymuza, sł. Piotr Klatt) – 3:27
5. „Kolor” (muz. Piotr Klatt, Sławomir Wysocki, sł. Piotr Klatt) – 6:21
6. „Za Coca-Colę i miłość” (muz. Artur Orzech, Piotr Klatt, sł. Piotr Klatt) – 4:44
7. „Wesołych Świąt” (muz. i sł. Piotr Klatt) – 4:29
8. „Krew Marilyn Monroe” (muz. Michał Grymuza, sł. Piotr Klatt) – 4:05
9. „Jedwab” (muz. i sł. Piotr Klatt) – 6:09
10. „Marihuana” (muz. Sławomir Wysocki, sł. Piotr Klatt) – 4:58
11. „O tobie o mnie” (muz. Michał Grymuza, sł. Piotr Klatt) – 3:43
12. „Kilka ciepłych słów” (muz. Michał Grymuza, sł. Piotr Klatt) – 5:10